# Trần Bá Lộc

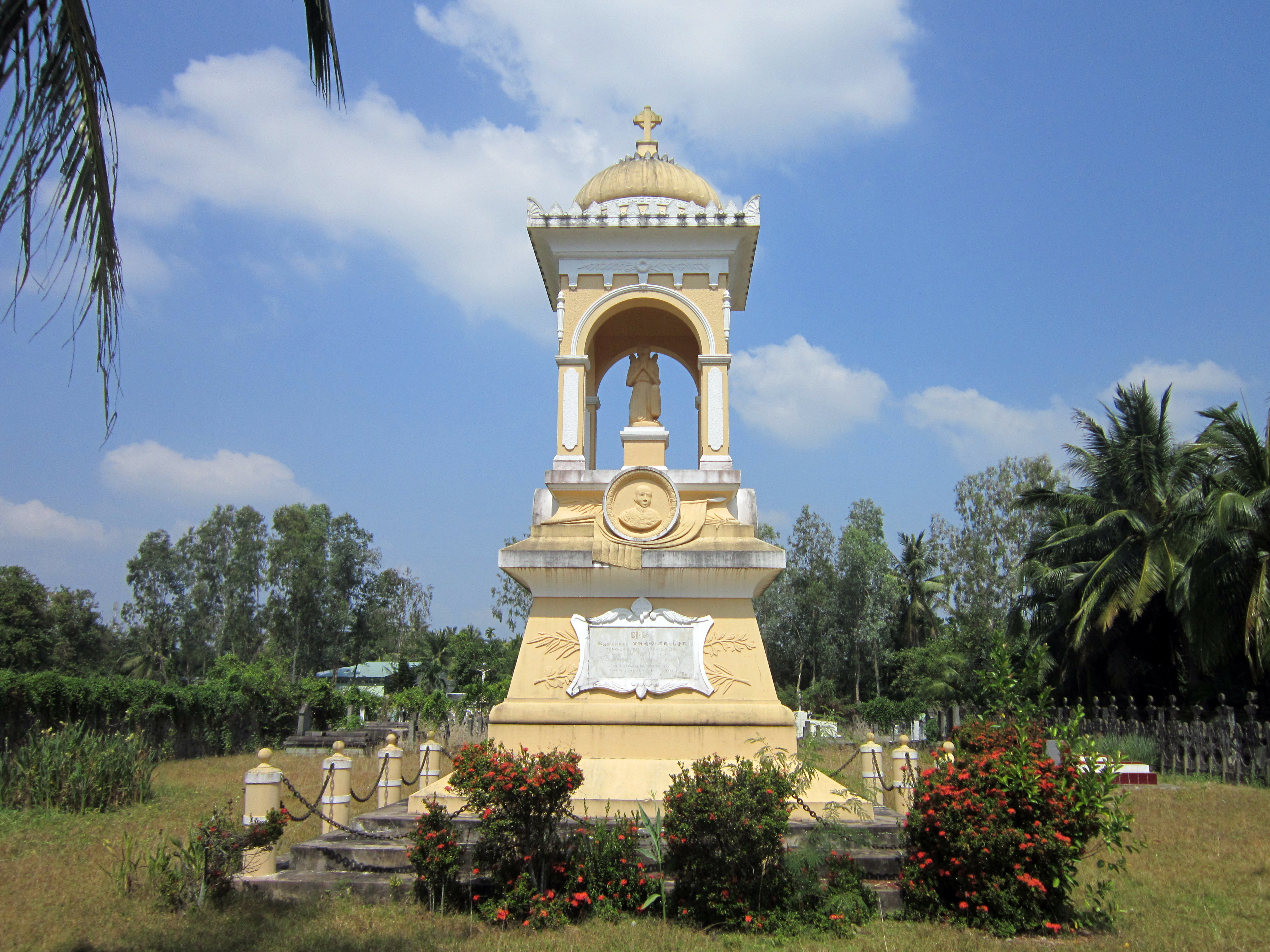
Tháp mộ Trần Bá Lộc nằm trong khu đất Thánh tại thị trấn Cái Bè

Trần Bá Lộc (chữ Hán: 陳伯祿, 1839-1899) là một cộng sự đắc lực của thực dân Pháp trong việc đàn áp nhiều cuộc khởi nghĩa nông dân ở miền Nam Việt Nam vào những năm cuối thế kỷ 19. Ông nổi danh vì điều ấy, và cũng được nhắc đến vì hệ thống kênh đào do ông chỉ huy lập ra đã đem lại lợi ích to lớn cho vùng đất Đồng Tháp Mười.

## Tiểu sử
Trần Bá Lộc sinh tại Cù lao Giêng, lúc bấy giờ thuộc tổng An Toàn, huyện Đông Xuyên, phủ Tân Thành, tỉnh An Giang; đến thời Pháp thuộc đổi thành tổng An Bình, quận Chợ Mới, tỉnh Long Xuyên (nay thuộc huyện Chợ Mới, tỉnh An Giang) trong một gia đình Công giáo. Cha ông là tú tài Trần Bá Phước, trước ở Quảng Bình, sau vì bất hòa với gia tộc, ông vào Nam mở trường dạy học tại Cù lao Giêng năm 1829. Mẹ ông là bà Nguyễn Thị Ở, con gái của Phó quản cơ Nguyễn Văn Thắng. Hiện phần mộ của hai ông bà vẫn còn tại cù lao này.
Năm 1859, khi Pháp tấn công Sài Gòn, Trần Bá Lộc còn đang chèo ghe từ nơi ở đến Mỹ Tho bán cá cho quân đội Pháp. Sau nhờ quen biết giáo sĩ Marc, ông hàng Pháp (1861), rồi ba tháng sau làm cai mã tà đóng tại Chợ Gạo (Mỹ Tho).
Năm 1863, ông lên chức đội nhì ở Mỹ Tho, làm cần vụ và dạy chữ Hán  cho tham biện Paul-Louis-Félix Philastre, người mà sau này là đồng tác giả Hòa ước Giáp Tuất (1874).
Tháng 3 năm 1864, Trần Bá Lộc lên chức đội nhất, và đến ngày 19 tháng 7 năm 1865, ông được cử làm Tri huyện Kiến Phong (sau này đổi thành tỉnh Kiến Phong và quận Cái Bè thuộc tỉnh Mỹ Tho).
Nhờ đánh dẹp các cuộc khởi nghĩa ở Nam Kỳ, Trần Bá Lộc được thăng các chức: Tri phủ (1867), Đốc phủ sứ (1868), Thuận Khánh tổng đốc (24 tháng 7 năm 1886).
Khi những cuộc khởi nghĩa ở Nam Kỳ và Trung Kỳ đã bị phá vỡ, ông về lại Cái Bè, chức danh trên bị thay là Tổng Đốc danh dự (honoraie) Cái Bè. 
Ngoài ra, ông còn nhận được các huy chương: Danh dự Bội tinh bạc (tháng 4 năm 1866, sau khi tham gia trận Tháp Mười, đánh Võ Duy Dương), Bắc Đẩu Bội tinh đệ tứ đẳng (15 tháng 8 năm 1868), Bắc Đẩu Bội tinh đệ tam đẳng (10 tháng 2 năm 1887)...
Gần cuối đời, đó là vào những năm 1896-1897, Trần Bá Lộc cho phóng mấy con lộ ở Cái Bè, cho đào hệ thống kênh dài, tổng cộng 103 km; trong đó có con kênh dài 47 km, rộng 10 m, làm thành ranh giới giữa Vĩnh Long và Sa Đéc. Tháng 4 năm 1897, đích thân Toàn quyền Đông Dương Paul Doumer xuống khánh thành và từ đó nó được gọi là kênh "Tổng đốc Lộc". Và Bá Lộc trở thành người điền chủ lớn nhất của tỉnh Mỹ Tho, khi mua lại cù lao Năm Thôn và đất ở cù lao Rồng.
Đối với những người bản xứ cộng tác với Pháp, viên Toàn quyền Paul Doumer ưu ái Bá Lộc hơn hết. Cho nên tháng 8 năm 1898, Paul Doumer cử Lộc vào Hội đồng tối cao Đông Dương, năm sau lại cho Lộc tháp tùng thăm quốc vương Xiêm La (Thái Lan). Vài tháng sau chuyến đi này, Lộc ngã bệnh nặng, biết không sống được nên Bá Lộc căn dặn con cháu chôn ở tư thế đứng. Paul Doumer có đến viếng thăm và khi Lộc mất, P. Doumer đã ra lệnh làm lễ an táng thật lớn.
Trần Bá Lộc mất ngày 26 tháng 10 năm 1899, thọ 60 tuổi.

## Đóng góp cho Pháp
Trong Việt Nam sử lược có đoạn:
Trong khi thống đốc Paul Bert xếp đặt mọi việc ở Bắc Kỳ, thì ở Trung Kỳ quân Cần Vương ở các tỉnh vẫn đánh phá. Quân Pháp phải tìm cách mà đánh dẹp cho yên. ở mạn Bình Thuận, Phú Yên thì thiếu tá De Lorme và viên công sứ Aymonier cùng với Trần Bá Lộc đem lính Tây và lính ở Nam Kỳ ra đánh dẹp. Trần Bá Lộc dùng cách dữ dội, chém giết rất nhiều, bởi vậy đất Bình Thuận không bao lâu mà yên; rồi đem quân ra dẹp đảng Văn Thân ở Phú Yên và Bình Định, bắt được cử nhân Mai Xuân Thưởng, Bùi Điền, Nguyễn Đức Nhuận đem chém. Từ tháng 6 năm Bính Tuất (1886) đến tháng 6 năm Đinh Hợi (1887), thì những tỉnh ở phía Nam đất Kinh kỳ đã dẹp yên .
Lược kê một số thành tích của ông đối với thực dân Pháp:
- Tham gia trận Đồng Tháp Mười (đánh Võ Duy Dương) vào tháng 4 năm 1866.
- Truy bắt Nguyễn Trung Trực ở đảo Phú Quốc năm 1868.
- Đàn áp quân làm "ngụy" (thuộc giáo phái Bửu Sơn Kỳ Hương) ở phía Trà Đư (hay Trà Sư?) Châu Đốc năm 1868.
- Đánh dẹp cuộc khởi nghĩa Tứ Kiệt (1868-1871) ở Cai Lậy (Mỹ Tho).
- Hành quân vào mật khu Bảy Thưa-Láng Linh (Châu Đốc) của Trần Văn Thành năm 1871.
- Tháng 2 năm 1872, nghĩa quân Cầu Vòng do Đốc binh Lê Cẩn và Nguyễn Giao chỉ huy đã phục kích giết chết Tham biện Vĩnh Long là Salicetti. Trần Bá Lộc liền xua quân đến tàn sát dân làng và thiêu rụi nhà cửa của họ, vì "tội" chứa chấp "bọn phiến loạn"[7].
- Bắt sống Thủ Khoa Huân tại Chợ Gạo (Mỹ Tho) năm 1875.
- Đàn áp cuộc khởi nghĩa của người Miên (Khmer) ở Trà Béc (vùng biên giới Việt-Campuchia) năm 1883.
- Đàn áp và đánh bại cuộc khởi nghĩa của Trịnh Phong ở Khánh Hòa, bắt được thủ lĩnh Trịnh Phong năm 1886.
- Đánh dẹp cuộc khởi nghĩa Lê Thành Phương ở Phú Yên năm 1887.
- Đánh dẹp cuộc khởi nghĩa Mai Xuân Thưởng ở Bình Định năm 1887, v.v...

## Nhận xét
Trần Bá Lộc chết, sĩ phu vùng Cái Bè có câu liễn đối viếng như sau:
Tả quân quốc ư lưỡng kỳ, Nam tảo Bắc trừ, thứ nhật niễu hùng nan dụng võ;
Bão lê dân ư Ngũ Hiệp, tử qui sinh ký, kiêm triêu chấp phất hận vô văn.
Tạm dịch nghĩa: 
Giúp việc cho Pháp và triều đình Huế; đánh phá trong Nam ngoài Bắc, ngày ấy niễu hùng (?) này hết đường dùng võ;
Cai trị dân Ngũ Hiệp (5 thôn ở Cái Bè), sống ở chết về, muốn nhắc đến công nghiệp mà không có cái văn nào tả xiết!
Trích một vài ý kiến của các nhà nghiên cứu:
- Học giả Vương Hồng Sển:

"Ông (ám chỉ Trần Bá Lộc), người khô ráo dỏng dảy, môi mỏng, cặp mắt có sát khí. Ông ta bắt được địch thủ, nhứt quyết không cầm tù, chỉ chặt đầu y như quân lịnh: chém người như chém chuối, chém không chừa con đỏ. Chính Toàn quyền Paul Doumer còn phải hạ một câu xác đáng: "Nếu muốn (nhơn nghĩa)...thì thà đừng sai hắn (ám chỉ Lộc) cầm binh!" Sau việc bắt giữ Thủ khoa Nguyễn Hữu Huân năm 1875, ngày 26 tháng 5 năm 1866, Phó Đô đốc Hải quân Pháp De La Grandirere khen ngợi Lộc: "Hãy tiếp tục phụng sự nước Pháp, đất nước mà ông là một trong những đứa con đáng tự hào".
- Nhà văn Sơn Nam:

..."Khi Mai Xuân Thưởng khởi nghĩa, Trần Bá Lộc ở xứ Nam Kỳ lại hăng máu, xin đem quân ra đánh dẹp. Việc này xúc phạm đến tự ái của quân đội Pháp, các công sứ Pháp và Nguyễn Thân, tay Việt gian đắc lực. Tại sao dẹp một cuộc khởi loạn ở miền núi xứ An Nam đến chi viện? Nhưng vài tên Pháp đầu sỏ đã ủng hộ việc ấy, thế là Trần Bá Lộc huênh hoang, cho khắc con ấn với chữ Tổng đốc Thuận Khánh (Bình Thuận và Khánh Hòa) để sử dụng, đồng thời lại chiêu mộ hơn ngàn lính mã tà, đưa vào trại Ô Ma ở Sài Gòn để tập dượt.
Với thủ đoạn từng áp dụng ở đảo Phú Quốc khi vây bắt nghĩa quân Nguyễn Trung Trực năm 1868, đàn áp cuộc khởi nghĩa Thủ Khoa Huân năm 1875 ở Mỹ Tho; Lộc bắt bớ rồi tra tấn thân nhân của nghĩa quân và của chính Mai Xuân Thưởng...Ngỡ mình lập thành tích xuất sắc, nhưng hắn gặp sự lạnh nhạt của cấp trên. Sau khi, hắn rút quân về Nam Kỳ rồi về Cái Bè (Tiền Giang). Bọn tay sai thực dân bèn tố giác sự lộng quyền của hắn. Sứ mạng đánh Mai Xuân Thưởng đã chấm dứt, ấy vậy mà về Nam Kỳ hắn tiếp tục xài con ấn Tổng đốc Thuận–Khánh. Rốt cuộc, thực dân khuyên hắn nên xưng danh Tổng đốc "hàm" tượng trưng"...
..."Đây là tay sai đắc lực số một, vượt hẳn hai nhân vật trên: háo thắng, ham địa vị, ưa tàn sát theo lối phong kiến...Đại khái, họ (ám chỉ Pháp) biết Lộc tàn ác nhưng họ xài trong thủ đoạn dùng người và luật lệ bổn xứ để đàn áp người bổn xứ: "Một viên chức quá kỹ lưỡng, quá tận tâm trong vài trường hợp", "không cẩn thận trong việc dùng phương tiện, nhưng lại đạt mục đích chắc chắn". Lộc sanh tật uống rượu, tánh tình thay đổi rõ rệt. Ba năm trước khi chết, Lộc được viên tham biện Mỹ Tho phê như sau: "Người ta có thể phàn nàn lão già này về những hành động ác độc lúc trước đã trở thành chuyện huyễn hoặc, khó tin, nhưng tôi cho là trong hàng ngũ viên chức bổn xứ hiện nay khó tìm được một người biết kính bề trên, dám tận tụy với chính nghĩa của nước Pháp bằng ông ta""
- Sử gia Phạm Văn Sơn:

"Miền Nam nhớ Trần Bá Lộc trong các vụ đàn áp phong trào Dân chúng tự vệ, Bình Tây sát tả; miền Trung cũng nhớ y trong vụ cộng tác với Nguyễn Thân đánh dẹp các nhà ái quốc mà đứng hàng đầu là cử nhân Mai Xuân Thưởng"...
- Nhà sử học Tạ Chí Đại Trường:

..."Lộc tiến mãi trong quân vụ thành một thứ lãnh chúa phong kiến nếu không có người Pháp ngăn bớt lại. Lộc đánh Cần Vương ở Nam Trung Kỳ đã nhân đó xin làm con dấu "Thuận Khánh Tổng đốc quan phòng" (tháng 7 năm 1886). Rồi đầu năm 1888, lại in danh thiếp xưng hẳn là "Khâm sai", trách gì những kẻ ganh ghét tố cáo Lộc là "phản bội", làm việc tân trào mà còn tự tôn xưng chức vụ của Triều đình Huế! Còn cần thì người Pháp hãy còn để, muốn xưng gì thì xưng, đến khi dẹp loạn xong, họ bèn đặt lại vấn đề và xét lại tước vị tự phong đó"....
Về sau, người dân Cái Bè đốt cháy dinh thự nguy nga của Trần Bá Lộc. Một người tên là Dị Nhơn Thị có thơ rằng:
Dám đem xương máu của đồng bào
Mà cất cái dinh thật lớn lao
Khói tỏa cung A, rằng chuyện cũ
Lửa thiêu dinh Bá, khác đâu nào!
"Phì da" quân đối "sơn hà cổ"
"Báo oán" dân đồng "nhật nguyệt cao"
Nước sạch Cái Bè trong leo lẻo,
Làm gương cho sách để về sau..
Tuy vậy, hệ thống kênh đào do Trần Bá Lộc chỉ huy lập ra đã đem lại lợi ích to lớn cho vùng đất Đồng Tháp Mười. Nhờ chúng, việc giao thương nông sản hàng hóa được thuận lợi, và tăng cường khả năng tiêu thoát nước vào mùa lũ. Thành công của Trần Bá Lộc được đánh giá là "giúp cho người Pháp thay đổi quan điểm đối với Đồng Tháp Mười". Lúc đầu, chính quyền Pháp ở Nam Kỳ rất dè dặt trước đề nghị của Trần Bá Lộc, bởi vì theo họ Đồng Tháp Mười là "một cánh đồng không sinh lợi". Thế nhưng sau đó, giới cầm quyền Nam Kỳ cũng chuẩn y kế hoạch của Trần Bá Lộc với hai điều kiện là kinh phí tự túc và chỉ đào thử nghiệm hai đoạn kinh dài 8 km, rộng 3 m. Sau khi đào thử nghiệm thành công, Pháp mới cho giới cầm quyền Nam Kỳ vay vốn để đào kênh.

## Thông tin thêm
Nhà sử học Tạ Chí Đại Trường viết: 
"Con trai của Trần Bá Lộc là Trần Bá Thọ, tuy có leo đến chức Tổng đốc Danh dự (chức hàm), nhưng vẫn lẹt đẹt ở thuộc địa làm một loại địa chủ cường hào của vùng Cái Bè, bắt chước thực dân vụng về khai thác cù lao Năm Thôn đưa đến thất bại phải tự tử thảm thương" .